# 妙高型重巡洋艦
妙高型重巡洋艦（みょうこうがたじゅうじゅんようかん）は大日本帝国海軍の重巡洋艦。同型艦は4隻。那智級重巡洋艦と表記されたこともある。

## 概要

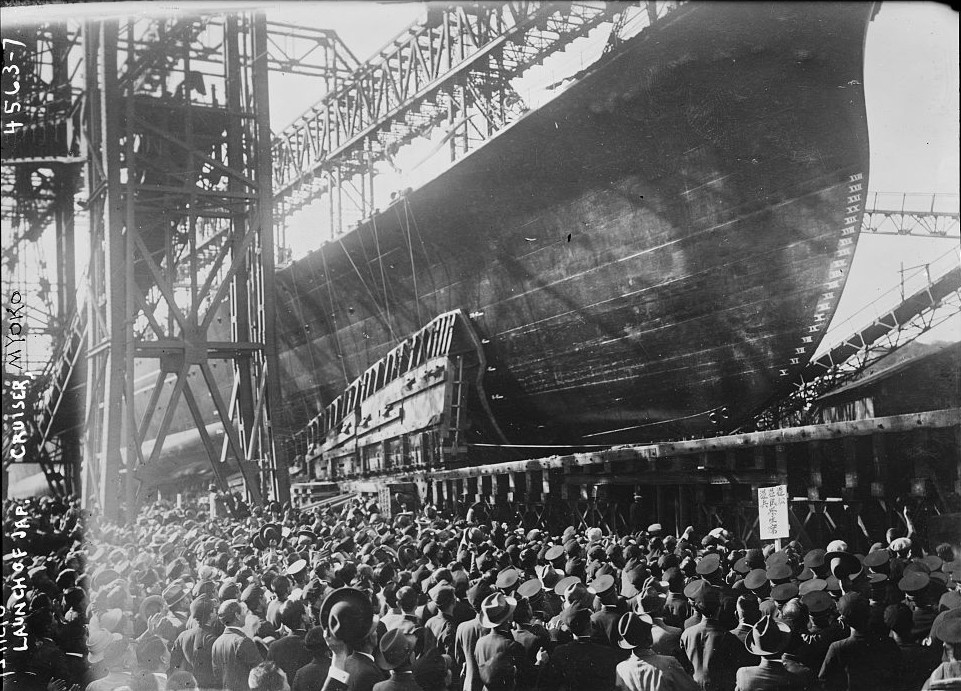
1927年に撮られた「妙高」の船体。

妙高型重巡洋艦（那智級重巡）は、ワシントン海軍軍縮条約に基づき建造された8インチ砲装備の10,000トン級重巡洋艦であり、青葉型重巡洋艦の発展型といえる艦型であった。設計の主たる人物は平賀譲造船官である。
前々級の古鷹型重巡洋艦が米7,000トン級オマハ級軽巡洋艦（15.2cm砲12門）との戦力比を埋める為に設計されたのに対し、本妙高型では事情が異なる。当初は八八艦隊計画案における20.3cm砲10門7200トン巡洋艦として計画されていた。ところがワシントン条約が締結されるにともない、基準排水量制限10,000トン内で最大の攻撃力と防御力を併せ持つ有力な艦が要望されるようになる。計画は変更された。軍令部案では20.3cm砲8門・61センチ魚雷八門で35.5ノットの要求であったが、魚雷兵装の坑堪性への危惧から平賀は魚雷全廃の代わりに主砲10門艦への試案が提出された。大正12年(1923年)、これが容れられ、補充艦艇製造費で大正13〜14年度に4隻が建造される事となった。
当初は魚雷発射管を装備していなかった。魚雷発射管は必須の装備と考えた軍令部は設計変更を要求したが、平賀は魚雷発射管は不要との考えを頑として譲らなかった。結局、一旦は61cm連装発射管4基と前級・青葉型の2/3に削減する案で双方が妥協し、一番艦が起工した。ところが軍令部は平賀が欧州視察に赴いた不在を狙って藤本喜久雄造船官に妙高型の改設計を命じ、本型に魚雷発射管3連装4基が装備されることとなった。そして本型は「クラスA（大巡、甲巡・軍縮条約において規定された巡洋艦のうち8インチ砲を搭載するもの）妙高型巡洋艦」として完成した。
軍令部の強い要望（2艦隊旗艦として駆逐艦と共に突撃させる為には雷装は不可欠との想定）を受けて藤本により雷装を増強したものの、魚雷の強度上の問題から、魚雷発射管は艦内・中甲板に61cm三連装魚雷発射管を固定装備で片舷2基ずつ計4基とされた。これにより居住区画が不足するなど、設計は錯綜した。
更に艦橋構造は不足した居住区を増設したために青葉型よりも大型化した。雷装の追加で200トン、追加の兵員室など設計外重量の追加で900トン増加など、これら要因により予定の排水量より1割弱（980トン）重くなった。結果、条約制限を超過してしまった。この種の事例は日本では珍しくなかった。

## 武装

### 主砲
本艦主砲は、前型から引き続き三年式一号 20.3cm（50口径）砲を採用している。その性能は110kgの砲弾を砲口初速870m/s、最大仰角40度で29,000mまで到達する能力である。そして連装砲塔は新型のD型砲塔へ更新された。動作性能は仰角40度・俯角5度で旋回角度は単体首尾線方向を0度として1番・2番・4番・5番砲塔は左右150度。3番砲塔は160度の旋回角を持つが、後方0度から20度の間は電気的に引き金を引いても発射しない。これは近接する艦橋に向けて誤発射しないためである。弾薬定数は一砲塔辺り125発。

### その他の備砲・雷装
高角砲は四五口径十年式十二糎高角砲を採用した。これを単装砲架で4基装備する予定であったが、後に片舷1基ずつ増やして2基増加の計6基搭載とされた。他に近接防御火器としてルイス社製留式 7.7mm（87口径）機銃を単装砲架で2基装備した。
水雷兵装として一二式(文献により一三式とも)61cm3連装舷側発射管4基を艦内に装備した。艦内装備の雷装は従来の甲板上に置く方式と比べ、被弾時には閉鎖空間内で爆風と爆炎により被害を拡大する恐れがあった。また設計時にない搭載は居住区画の不足を招き、艦橋側面部に居住区画を増設せねばならなくなった。
航空設備は後部煙突と後部主砲塔の間にカタパルト1基と水上機2機を収められる格納庫を設け、後檣の基部に艦載機揚収用のデリックが1基装備された。航空機格納庫には、航空機用燃料と水上機に搭載する小型爆弾が収納されていた。さらに4番主砲を発射すると、爆風で艦載機が破壊される危険性が常に存在した。事実「那智」はスラバヤ沖海戦で、右舷カタパルトで射出を待っていた艦載機を4番主砲の爆風で破壊している。

## 防御
甲板防御は中甲板に張られ、中央部は35mm・舷側部は32mmである。水線部装甲は4インチ（102mm）で、舷側に12度傾斜して貼る傾斜装甲方式を前型に引き続き採用している。この102mmという装甲厚は同世代の同クラス艦で10,000トン以内に収められた25mm(英）、30mm(仏)、64mm(米)、更に条約排水長違反を承知で防御力強化をしたイタリアの70mmと比べても分厚い装甲だった。
更に水線下装甲を内側に湾曲して艦底部まで伸ばし、機関部のみ二層式のバルジが設けられ、水密隔壁として58mm装甲板が張るなど可能な限り防備が追求されているものの、水線部装甲の高さは機関部で3.5m弾薬庫部分で2mと、余り高いものではなかった。公試状態では前述の重量増加により水線上1.8mまで沈んだと伝えられる。
一方、主砲塔の装甲を25mmと、榴弾破片防御程度に軽量化しており、浮かせた重量で砲塔下のバーベット部分の装甲を強化している点も特徴である。この構造は低重心化と軽量化を両立させる反面、砲塔内の人員と機器の保護が弱くなっている。

## 機関

本型の艦本式高低圧タービンの配置を示した図。HPが高圧衝動型タービン、LPが低圧反動型タービン、CTが巡航用タービンで褐色のMGが減速ギアボックスである。

機関配置は前型と同じく缶室を前に、機関を後部に配置する全缶全機配置方式のままである。主缶は本艦から燃料を全て重油を使用する専焼缶へと統一された。また、推進機関も海軍が設計した国産の艦政本部式ギヤード・タービンを採用した点が異なる。
主缶にはロ号艦本式重油専焼缶を採用した。本型は主力艦に次ぐ艦隊の準主力艦としての役割があるため、「古鷹型」で問題となったボイラーの寿命を縮める恐れのある加熱器は付けず、前型よりも低い温度の蒸気を使用したために耐久性が上がった。
推進機関は新規に開発した艦本式高低圧タービンを採用した。これは衝動式タービンの高圧型2基と低圧型2基をギヤドライブで組み合わせて1基とするものである。これは、タービン機関の大型化を抑えられると共に、低速時に片側の高圧・低圧タービンを停止させて燃料消費量を抑える事を狙った配置である。なお、外側軸の高圧型タービン機関には主タービンと別に巡航用の副タービン1基ずつが巡航ギアボックスを介して接続された。
機関出力はロ号艦本式重油専焼缶12機と艦本式高低圧タービン4基4軸を組み合わせた結果、公試において設計馬力13万馬力を発揮した。公試速力は燃料や艤装を最小限とした軽荷状態で行われた為35.5ノットとされたが、実戦状態ではこれを若干下回るものと想定されていた。また、排水量の増大により航続性能も計画よりも低下して14ノットで7,000海里であった。

## 竣工後の近代化改装

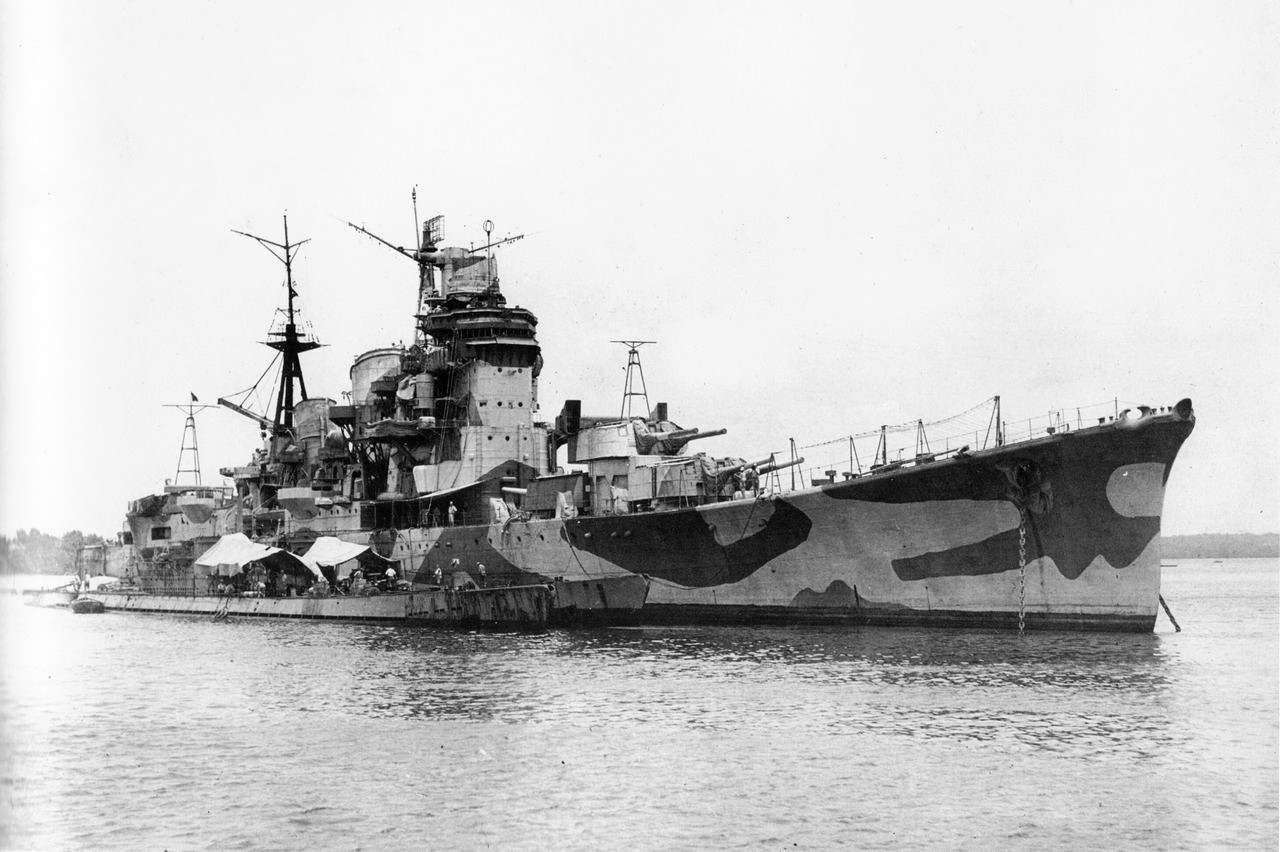
終戦後の1945年9月25日に撮影された「妙高」。艦体に迷彩を施している。

その後昭和7年(1932年)から昭和11年(1936年)の第一次、13年からの第二次改装により、主砲を正八インチ砲へと改正（砲身の内筒を203mmのものに交換）、主砲弾の重量弾化（110kgから125kg）、砲弾の給弾法を押し上げ式からつるべ式に改正、浮力確保のため大型のバルジを追加、「八九式 12.7cm（40口径）高角砲」を連装砲架で4基への改正、機銃を25mm連装機銃と保式13mm連装機銃への換装と増備、魚雷発射管を次発装填機付き九二式四連装魚雷発射管への更新、カタパルトの増設・搭載水偵の増載と重量増加に伴う水偵格納庫の撤去、また、機関関係ではボイラーが一部高温缶に取り替えられかつ巡行時に外舷側2軸推進であったものを4軸全てを推進する形式に変えた事により250トンの燃料減載にも関わらず航続距離は14ノット/7,000海里から14ノット/7,500海里に延伸した。ただし船体幅が増加したために速度は35ノットから33.3ノット程度へと低下した。
特記事項として、8インチ砲の散布界過大は大きな問題とされており、九八式遅延発砲装置の導入による砲弾間の相互干渉制御によって一定の効果があるものとされたが、導入後の本砲の散布界も決して良好とは言えなかった。
また、大きな危険とされていたのは、機関部の中央縦隔壁である。中央縦隔壁は強度設計上及び主砲砲戦時の坑堪性を意図して設置されたものだが、片舷への浸水時に重量バランスを損ねての横転沈没の危険性があった。この危険性に対しては一部隔壁を撤去するだけに留めており、日本巡洋艦の被雷時における危険な因子として潜在し続けた。設計主任の平賀大佐は損傷時の浸水極限の為これを許容したと伝えられる。同様の設計を踏襲した利根型「筑摩」においては、至近弾により浸水した際に浸水量を900トンに制御し、かつ反対舷注水によって傾斜の制御を可能とした。しかし、この際14,000トンの大艦にも関わらず一時傾斜角は30度にも達して転覆の危険があった。

## エピソード
本型3番艦「足柄」は1937年（昭和12年）にジョージ6世戴冠記念の観艦式のためヨーロッパへ派遣された。4月3日に日本を出発、往路の4月11日午前9時半、シンガポールに到着する。同港にはイギリス海軍の中国艦隊に所属する空母「イーグル」が停泊しており、礼砲で出迎え、「足柄」と並んで碇泊した。現地のマスメディアは「われ等の足柄は完全に目の前に偉容を横たへた、波型にウネウネする全甲板の奇妙さ、戦闘即応精悍そのものゝ雄美な重武装　最高速力○○節と云ふ世界の脅威たる足柄の英姿にランチ内邦人は興奮の絶頂に達した」「（足柄移乗後）中に何物が蠢くか奥知れぬ無氣味な艦橋が出迎へ人に驚異を目をみはらせた」と紹介している。
『新嘉坡日報（1937年4月12日）』では「傍に並んで浮く巨艦イーグル（鷲）を海の巨城にたとへるならば、これはまた艦そのものが弾丸となって飛び出しそうな、精悍そのもののやうな海の勇者イルカの面貌がある」と紹介した。二泊三日の滞在中、小林司令官や幹部は、イーグル関係者、イギリス海軍関係者など、各方面と交流を深めた。一般公開では民間人約1,000名が「足柄」に乗艦して見学、強い感銘を受けていたという。4月13日正午前、「足柄」はシンガポールを出発した。
後日、第四戦隊司令官小林宗之助少将は「或る人」の「イーグルは女性的だが、足柄は狼のようだ」という発言を伝えている。
足柄は海外から「飢えた狼」と銘され、日本側は「列国海軍の足柄（妙高型重巡）に対する畏怖」と解釈している。だが英語において「狼」とは決して良い意味で用いられる形容ではないため、皮肉ではないかとの意見も存在する。また、乗艦したイギリスの新聞記者が「自分は今日はじめて軍艦というものを見た。今まで自分が見てきたのは客船であった」と評しているが、これも本級の戦闘能力の高さを評価したものではなく、むしろ巡洋艦としての本来の存在意義とは相容れないほどに劣悪な居住性を皮肉ったものと言われる。ただし長大なシーレーン防衛のための長期行動能力、そのために高い居住性を求められたのは世界各地に植民地・海外領土を持つ大英帝国の巡洋艦ならではの事情であり、妙高型の計画時までは日本の想定作戦海域がマリアナ諸島周辺だったこともあり、居住性については大きな意を払っていない。ただし、戦前の時点で日本の巡洋艦が相当「無理をしているのでは」という指摘はなされていた。
なお似たようなエピソードは幾つか存在する。
「足柄」訪英に先立つ1934年（昭和9年)、英国カウンティ級重巡洋艦「ベリック」が日英交流の一環として海軍兵学校を訪れ、兵学校生徒が同艦を見学したのである。その際、生徒達は英国重巡洋艦を「商船のように居心地がよく贅沢だ」と感じたという。兵学校の英国人教官ブロックは、英国巡洋艦は数年間におよぶ海外勤務を行うため、家庭的な雰囲気と設備をもたないと乗組員の健康と士気が著しく損なわれるためだと述べた。また英国巡洋艦を基準とすると、日本の軍艦は掃除が行き届いておらず汚れていると評した。またケント級重巡洋艦「サフォーク」と古鷹型重巡洋艦「加古」の間で交換見学会が開かれた際、「斯うした窮屈な艦を日本が造り得るのはせいぜいあと十年だらう。今に国民の生活程度が向上してこんな住居（すまゐ）には堪えられなくなる時が日本にもやがて来るに違ひない。」とイギリス士官は評したという

## 同型艦
- 妙高
- 那智
- 足柄
- 羽黒